# 潘克魯希哈區

图像显示阿尔泰边疆区。主题如文件名所示。

53°49′55″N 80°20′26″E / 53.83194°N 80.34056°E
潘克魯希哈區（俄语：Панкрушихинский район），是俄羅斯的一個區，位於該國南部，由阿爾泰邊疆區負責管轄，面積2,700平方公里，2010年人口13,364，人口密度每平方公里4.95人。